# Iglesia de San Vicente Mártir (Escanzana)
La iglesia de San Vicente Mártir es un templo situado en la localidad de Escanzana, en el municipio alavés de Berantevilla.

## Descripción
Construida en el siglo XVI, está protegida bajo la categoría de «zona de presunción arqueológica». Se menciona como iglesia parroquial del lugar en el tomo de la Geografía general del País Vasco-Navarro dedicado a Álava, en el que Vicente Vera y López la reseña como «dedicada á San Vicente mártir» y dependiente de la parroquia de Berantevilla.
Los registros sacramentales de bautismos, matrimonios y decesos generados por la parroquia de San Vicente Mártir desde el siglo XV hasta el final del XIX se conservan con los del resto de iglesias de la provincia en el Archivo Histórico Diocesano de Vitoria, donde pueden consultarse.